# 最终幻想Artniks
《最终幻想Artniks》是由史克威尔艾尼克斯和GREE社交网络开发的日本电子游戏。游戏是最终幻想系列的第二部社交游戏，也是第二部和GREE共同开发的电子游戏。
游戏为卡牌游戏，使用了最终幻想前作的艺术资产、角色与战斗系统。玩家可以和系列的敌人和头目战斗，获得奖励与等级，也可以与其他玩家对战。
游戏于2012年11月30日发行，在发行一个月内，有100万玩家参与游戏。史克威尔在2013年的报告中称，《Artniks》等社交游戏是他们最赚钱的产品。

## 游戏玩法
玩家在游戏开始时选择一张主卡牌。玩家还可利用装备卡片增强比赛中的全部角色。能力卡还可用来提升角色的攻击力或生命值。击败敌人与完成任务后，突发计会填充一格，当全满后玩家会进入可以打开宝箱的“突发模式”。头目战使用最终幻想的即时战斗系统。游戏还可以玩家对玩家，相对于头目战的五张卡牌，此时玩家可以使用11张卡牌。胜者会得到登上排行榜所需的点数，以及可进入迷你游戏的“莫古奖章”。
游戏中登场的角色、怪兽与道具，皆来自最终幻想本传以及《最终幻想战略版》、最终幻想水晶编年史系列、《纷争 最终幻想》、《最终幻想 零式》等。游戏还会遇到之前最终幻想作品中的知名事件。游戏会定期更新“头号通缉”反派，同时公布寻找反派的信息，玩家击败后会获得奖励。第一个更新的反派为《最终幻想VI》的凯夫卡·帕拉佐，第二个为《最终幻想VII》的賽菲羅斯。

## 开发
游戏最早于2012年10月23日以暂定标题“最终幻想X GREE”公布。《最终幻想 节奏剧场》制作人间一郎与板仓一成合作创作游戏。游戏是第二部最终幻想社交游戏，也是第二部和日本社交网络GREE合作的游戏。在《Fami通》的采访中，板仓一成解释称，图形没有为审美如同《纷争》或《节奏剧场》而重制，而是为吸引玩家怀旧感而保留最初外观，同时这会让游戏感觉更像收集卡牌游戏。早期注册的玩家会受到免费的“召唤卷”奖励，报名“每妙世界现场重混”者会获得艾莉丝和巴哈姆特两张稀有卡片。游戏于2012年11月30日在日本发行。

## 评价
《Fami通》在2013年1月31日《Fami通 GREE》杂志封面展示了《Artniks》，以及游戏稀有角色卡片“席法尔·亚尔玛希”。史克威尔在2013年1月11日透露，《Artniks》在一月出头的时间内达到100万玩家，成为第四个达到百万的手机游戏。2013年2月史克威尔表示，《Artniks》如同其它社交游戏产品“利润令人满意”。